# Востаннє, коли я збрехала (роман)
Востаннє, коли я збрехала — роман-трилер американського письменника Тодда Ріттера під псевдонімом Райлі Сейгер, випущений у 2018 році. Сюжет стосується відновлення літнього табору, з якого 15 років тому зникли три дівчини. Їхня колишня сусідка по кімнаті, а тепер консультантка, намагається розкрити зникнення, маючи справу з власною провиною. Роман був натхненний класичним австралійським фільмом «Пікнік у Висячій скелі». Вона отримала схвальні відгуки та потрапила до списку бестселерів New York Times.

## Сюжет
П'ятнадцять років тому три дівчини, на ім'я Вів'єн, Наталі та Еллісон пішли зі своєї каюти в кемпі Найтінгейлі, престижному літньому таборі для багатих, і їх більше ніхто не бачив. Остання, хто побачила їх живими, була їхня сусідка по кімнаті Емма. Їхнє зникнення пам'яталося їй протягом усього життя, і тепер, як художниця, вона включає фрагменти минулого в усі свої роботи. На одному з показів Емми вона знову зустрічається з власницею Кемп Найтінгейл, старою світською левицею Франческою Гарріс-Вайт, яка планує знову відкрити табір і наймає Емму працювати консультанткою з мистецтва.
Повернувшись до табору, Емма зустрічає трьох нових туристок, Міранду, Сашу та Кристал, які нагадують їй трьох попередніх дівчат. Коли Емма виявляє камеру спостереження за дверима своєї каюти, прийомний син Франчески, Тео Гарріс-Вайт, пояснює, що сім'я знає історію травми Емми і попросила доглядача табору розмістити її там для безпеки. У гніві Емма розповідає, що 15 років тому вона брехливо звинуватила Тео в причетності до зникнення тріо. У той час вона була закохана в Тео і стала ревнувати, коли побачила, що він займається сексом з Вів'єн. Брат Тео, Чет, співчуває Еммі та розповідає, що, як і вона, Тео був травмований подіями 15 років тому.
У вільний час Емма заглиблюється в таємницю того, що трапилося з дівчатами. У процесі вона дізнається, що табір Найтінгейл був побудований на місці колишньої жіночої божевільні, відомої як «Мирна Долина». Емма припускає, що дівчата, які також досліджували історію табору, могли виявити щось, що призвело до їхнього зникнення. Вона підозрює, що родина може приховувати таємницю.
Одного разу вночі Міранда, Саша та Крістал зникають за обставин, схожих на те, що сталося 15 років тому. Підозра зосереджена на Еммі, яка була знята на камеру, коли виходила з кабіни через п'ять хвилин після них. Емму допитує поліцейський детектив Натан Флінн, який дає зрозуміти, що вона головна підозрювана. Емма протистоїть родині, яка наполягає, що в історії ні притулку, ні табору немає нічого поганого.
Емма вибирається вночі та знаходить Міранду, Сашу та Кристал у пастці у віддаленій частині лісу. Врятувавши їх, вона біжить назад до табору, де її знаходить Чет, який нападає на неї. Чет розповідає, що він викрав дівчат і підставив Емму як помсту за те, що вона звинуватила Тео у зникненні Вів'єн, Наталі та Еллісон. Він відводить її до руїн притулку Пісфул Веллі, який зараз знаходиться під водою, з наміром вбити. Вони знаходять останки кількох людських тіл, перш ніж Тео рятує Емму.
Наступне поліцейське розслідування знаходить останки Наталі та Еллісон разом із доказами того, що вони були вбиті. Через кілька місяців Вів'єн з'являється на одній із мистецьких виставок Емми та розповідає, що вона їх убила. Дівчата були присутні, коли потонула сестра Вів'єн, але не зробили жодного кроку, щоб врятувати її, тому вона помстилася їм. Емма малює портрет Вів'єн і надсилає його в правоохоронні органи та ЗМІ, щоб її могли спіймати.

## Видання
Книга була вперше опублікована у форматі електронної книги у Сполучених Штатах 3 липня 2018 року через Dutton. Адаптація аудіокниги, озвучена Ніколь Занзарелла, була випущена одночасно через Penguin Audio.
Книга була видана у Великій Британії та перекладена китайською та німецькою мовами.

## Сприйняття
Після випуску Booklist назвав книгу «напруженим і звивистим» і вважав її кращим за перший роман Ріттера «Останні дівчата». Роман потрапив до списку бестселерів New York Times за тиждень, починаючи з 22 липня 2018 року. У The New York Times Алафейр Берк писав, що «зрештою автор робить такий непередбачуваний висновок, якого прагнуть усі читачі трилерів. — надзвичайно шокуюче, але вміло передбачене». Wall Street Journal також рецензував книгу.